# 夢幻遊戲 玄武開傳
《夢幻遊戲 玄武開傳》（日語：ふしぎ遊戲 玄武開伝）是日本漫畫家渡瀨悠宇的作品，於2003年10月開始連載，2013年2月完結，曾於《凜花》及《Flowers》增刊連載，日版及港版單行本全12冊已發行。本作是《夢幻遊戲》的前傳，講述第一個進入《四神天地書》中的玄武巫女和玄武七星士的故事。

## 故事
在1923年大正時代的日本盛岡，17歲少女奧田多喜子與患有肺結核的母親生活著。多喜子的父親奧田永之助是一名作家，常未返家。但某天永之助回到家來，卻把自己關在房間裡翻譯從中國寺廟拿來的《四神天地書》。多喜子的母親不久後便病逝，多喜子十分氣憤，認為永之助沒有關心過自己和母親。多喜子跟父親反目成仇，一手搶去父親剛剛翻譯完成的《四神天地書》，正想撕破《四神天地書》的時候卻被吸進書裡去，成為玄武巫女，就這樣開始了她和七星士的旅程。

## 與前作的不同處
玄武巫女也跟前作的朱雀、青龍巫女一樣，也是召集七位星士，喚出守護神，便可賦予巫女三個願望，不過相同之處就只是如此。跟前作不同，基於國家將滅亡之時，便會出現異世界來的巫女的傳說，因先前各國都沒有異世界巫女出現的先例，使得百姓多數認為七星士跟異世界巫女他們會帶來厄運，是滅亡的徵兆。因此玄武巫女和七星士都不受人民歡迎，（每個七星士在遇到巫女前也如此認定自己是不祥的存在，否定自己七星士的身分）北甲國皇室甚至派出殺手追殺他們。前作的朱雀巫女一開始便受到國家禮遇。美朱可求助於太一君，多喜子並不能（或許是太一君還小以小孩形象出現，但在某些危急關頭裡，太一君也曾伸出援手）。多喜子更是聰明堅強獨立的巫女，會武術所以帶著薙刀防身，遇到事情時更會提出交涉要求，召喚咒語也只要聽一遍就記得，很渴望自己能被需要，能成為有用的人。
由於《夢幻遊戲 玄武開傳》是少女漫畫，戀愛自然是不可缺的要素。多喜子跟前作一樣，也愛上了第一位遇上的七星士——女宿，就像美朱愛上鬼宿一樣，不過他們感情發展的時間比較久，因為多喜子在進入書前曾向鈴乃的父親大杉先生告白被拒，對愛情有些害怕，不希望自己再被拒絕，於是也壓抑自己對女宿的情感。女宿在第5集對多喜子表白（雖然在此之前已有很多明顯的鏡頭表達他們的關係）。他們盡量愛的很低調，相較美朱在第一集就跟鬼宿表白，這種關係顯得比較不那么轻松浪漫化。
作者渡瀨悠宇亦承認，《夢幻遊戲 玄武開傳》比起前作更成熟。前作像一本有浪漫和幽默內容的漫畫，《夢幻遊戲 玄武開傳》則比較多關於人物的內心描寫。她的畫風和前作相較起來也明顯變得成熟。
《夢幻遊戲》的朱雀篇中提及多喜子召喚玄武之後，因父親不堪玄武折磨其身體，於是把多喜子殺死，然後自盡。
但在《夢幻遊戲 玄武開傳9.5 官方FANBOOK 星之螺旋》中作者曾提過，雖然多喜子在朱雀篇中是以“那樣的形式死去”的，但那畢竟是“美朱等人所聽說的承傳”，傳說正不正確還很難講，因此多喜子的死，跟舊作夢幻遊戲中的傳說被父親殺死有點小出入。

## 登場角色

### 玄武七星士與巫女
※CV指的是广播剧CD和游戏的声优。
奧田多喜子（聲：田中敦子(夢幻遊戲OVA)／雪野五月）
年齡 - 17歲、身高 - 154cm
生日 - 9月22日出生（處女座）、血型 - O型
四神天地書翻譯者－奧田永之助的女兒，出生於大正時代，擅長使用薙刀，于高等女學校就讀。
功課很好，也很孝順地負起家中照顧感染肺結核母親的責任，但沒多久母親便敵不過病魔而逝世。一直不滿父親只顧翻譯四神天地書，卻不顧妻子死活。於是甫亡母便與父親奧田永之助反目，搶走四神天地書想撕破，卻被吸入書內而成為玄武巫女。在書中經歷了非常多殘酷的生離死別，才讓多喜子意識到生命不可承受之重。
想向玄武許的願望也悄悄改變中（原本多喜子是想請玄武救活她母親，而這也是奧田永之助最初到中國寺廟求取四神天地書帶回家翻譯之因。這點多喜子直到進入書中才發覺，原來父親是深愛母親的）。多喜子原先暗戀父親的朋友大杉高雄，卻因對方已有家室，無疾而終。
後來與女宿（玄武七星士）相戀，在第37回與女宿結為夫妻（認為真心相愛最重要。且仁慈又有責任感的多喜子無法放下正在受苦的百姓），並在第39回成功召喚玄武。
在最終回中由於患有肺結核的身體不堪玄武的吞噬，多喜子之父奧田永之助認為這一切錯誤都是自己造成，於是在好不容易連繫上多喜子之後，為解決多喜子被病魔跟玄武吞噬的痛苦，選擇自殺，在奧田永之助自殺同時多喜子的心臟同時停止，多喜子告訴爸爸她很感謝爸爸給了她這麼精彩的人生，女兒永不後悔。
在永之助自殺後，多喜子身體的痛苦也停止，女宿對多喜子承諾永遠不再娶，未來一定會再找到多喜子，多喜子也回應“我永遠都會在你懷中呦”，最後在女宿懷中用最後力氣哼唱最初相遇不久時的船歌，在女宿懷中微笑辭世。玄武也停止啃蝕回到天上去。多喜子的身體變回原狀。
北甲國的人民為了感念玄武巫女奧田多喜子對北甲國人民如此慈愛並盡心盡力，向玄武所求願望皆是以人民為主，並未求自己與戀人女宿能廝守的願望，第三個願望還留著未許。聽聞這故事的北甲國人民便不斷地到玄武廟前，代替玄武巫女許下這最後一個願望。希望這最後一個願望終將能實現！願生命之水孕育出風，把他們帶回大地，不論什麼時代，什麼世界都好，祈禱她能與女宿再次相遇，並且永遠不分離，這就是四神天地書最初的故事......
降臨在極寒的北甲國，又患有肺病，是四位巫女中最堅強的一位，她仰慕的父親舊友大杉高雄的女兒為白虎巫女大杉鈴乃，鈴乃與白虎七星士婁宿因時空阻隔，死後才能擁抱。
女宿 / 廉杜 / 黎穆佗 （台音譯）/ 本名：李武土・琅煇（李武土才是官方正名）（聲：櫻井孝宏、女性型態：長澤美樹、少年時代：瀧本富士子）
字 - 在胸口有一「女」字
年齡 - 16歲、身高 - 175cm（女性時是165cm）
生日 - 1月28日出生（水瓶座）、血型 - O型
北甲國皇子。玄武七星士，使用七星士能力時胸口會出現「女」字，並會變身為女性。
擅使風（因此被人稱為風斬鬼黎穆佗），與多喜子相戀。因為巫師預言他將在巫女打開四神天地書時殺死特姆丹王，所以他的父親（特姆丹王）四處派出刺客追殺他、玄武巫女和七星士，曾經以殺死親生父親為活下去的目標，尤其索焰的犧牲更是一度讓女宿崩潰。
但在遇上多喜子後彼此攜手經歷了太多生離死別，內心也慢慢地改變，在36回與特姆丹王見面時，他已不想再有人犧牲性命，並說教他懂這點的是多喜子。
在星護族的據點的水池遇見了幼童模樣的太一星君，因此得知多喜子身為四神巫女那無法逆轉的宿命，對其七星士告知一切真相，大家為保護多喜子而排斥她，終於讓多喜子回到原來的世界。
多喜子離開後一直悶悶不樂，後察覺到多喜子的回歸不計一切代價的殺出重圍，終於抵達多喜子的身邊。
進一步解開誤會後特姆丹王卻被人暗殺，特姆丹王便將皇帝的信物交託給女宿，女宿繼承皇位成了北甲國第六代皇帝星命帝並與分離多年的母親重聚，並在母后與大家的見證下與多喜子結為夫妻。
最終回百年之戀，北甲國第六代皇帝星命帝守著大家的約定努力活下去並賢能治理北甲國，並培養堂妹霏露卡的曾孫為接位人，如此的明君在召喚玄武後第一百個春季，便幻化成風，與世長辭，終其一生沒有再娶（去世時手腕仍戴著生前跟多喜子在街上買的定情物），王位由其堂妹艾菲露卡公主的曾孫繼承。
虛宿 / 茶姆迦（台音譯）/ 馳眸可・旦（聲：岩永哲哉）
字 - 在背後有一「虛」字
年齡 - 16歲、身高 - 173cm
生日 - 2月14日出生（水瓶座）、血型 - B型
玄武七星士。擅使冰，眼睛很銳利能看到很遠的地方，因此也長於弓術。
本排斥自己七星士身分，但虛宿母親深信傳說（但她是相信玄武的巫女是救北甲國的，也以兒子虛宿是七星士為榮）所以認定虛宿帶回的發出銀光的少女多喜子便是玄武巫女，要虛宿保護巫女並踏上找尋其他七星士的路。
虛宿其實心中一直很愛多喜子，但一路看著多喜子跟女宿坎坷的感情，便將自己的感情放在心底默默守護著，又加上斗宿的妹妹愛羅頻頻示愛，可惜於39話被紫義用劍刺致重傷，硬撐到多喜子成功召喚玄武才斷氣。
死後因不願星還，太一君將他們以思念體的形式存在而成為玄武神座寶的守護者之一。與斗宿是結拜兄弟。在夢幻遊戲朱青篇初登場。
室宿 / 扎拉・艾魯特爾 / 座等阿・得台（聲：緒方惠美）
字 - 在腳底有一「室」字
年齡 - 12歲、身高 - 154cm
生日 - 2月19日出生（水瓶座）、血型 - A型
玄武七星士，是個善良可愛的小孩。
小時遭同伴欺負因而相當內向，遇到事情時，會把自己藏進籠裡並射出針。
對藥草也相當熟悉，在遇到多喜子等人並一起旅行後漸漸變得非常勇敢，多喜子回來後便隱約察覺到多喜子的身體有恙，在去救泰格時看到珍貴的藥花，不計代價的採下，亦因此讓女宿察覺到多喜子已病入膏肓。
與其他七星士聯手設計女宿和多喜子的婚禮。
在多喜子辭世後，和牛宿、危宿等人留在宮中一起輔佐皇帝。
壁宿
字 - 在右胸有一「壁」字。
是由一種叫星命石組成的石人，並不會說話，因為被賦予七星士之宿命而擁有自我意志，為了想接觸人類卻因其外貌為異形而屢遭排斥，在巫尊師默默的陪伴下才接納了巫尊師，後由巫尊師安祿看守著。
因巫尊師安祿被俱東國士兵殺死，不受控地向敵人攻擊，後被赫格斯劈開，露出真身。
擅使石，露出真身後字在頭後，因相信若是穿越石原能使巫尊師復活而帶著巫尊師的遺體衝向石原，化為石壁後牢牢禁箍多喜子的手，後因多喜子的執著與等待終於感化壁宿，能與多喜子以心聲交談；在39回為了恢復國家的一切生命而犧牲。
因體積小所以要長距離移動時會被抱在懷裡，在女宿殺出重圍時躲在女宿懷裡，並化為石馬帶著女宿拚死逃命。
但也因此完成使命，而回到巫尊師安祿身邊。
斗宿 / 艾蒙達多・秦（聲：檜山修之）
字 - 在右眼有一「斗」字
年齡 - 21歲、身高 - 184cm
生日 - 12月16日出生（射手座）、血型 - A型
玄武七星士。擅使水，於39話為救虛宿，卻被俱東國的士兵亂箭射至重傷，硬撐到多喜子成功召喚玄武才斷氣。
死後成為玄武神座寶的守護者之一。朱青篇初登場。與虛宿是結拜兄弟。右眼是「視鏡監」，讓人看見會使對方回憶在他們心底深處的事，通常都是極痛苦不願再回想的事。這會帶給人們很大麻煩，因此斗宿平時要用繃帶或眼罩蓋住右眼。
牛宿 / 塔爾瑪（聲：勝生真沙子）
字 - 腹部下方有一「牛」字
年齡 - 41歲、身高 - 155cm
生日 - 12月29日出生（摩羯座）、血型 - O型
紅南國妓院的代理老闆娘，玄武七星士。
能夠自由地操縱自己的頭髮作為武器使用，是一位堅強而成熟的女性，幼時是侍奉皇族的宮女，後與士兵相戀並懷了孩子，但因戀人是特姆丹王的支持者，在發動政變時失敗而喪命。
她被原先的老闆娘發現時幾乎凍死在街上，孩子也沒了，被老闆娘帶到妓院裡，也答應保守她身為七星士的秘密。
後來為了逃避刺客追殺，被迫把妓院遷至紅南國，一開始對多喜子並不信任，但後來被她的誠心所打動而成為夥伴，是多喜子重回北甲國後最先遇見的夥伴，本冷言冷語，後因多喜子道出她早已知道四神巫女的宿命，便一直保護著多喜子，同時兼任收容她們的妓院的保鑣。
在多喜子辭世後留在宮中一起輔佐皇帝。
危宿 / 赫格斯（聲：子安武人）
字 - 「危」字部首以外（成為和泰格分享形式）在眉心
年齡 - 26歲、身高 - 185cm
生日 - 1月21日出生（水瓶座）、血型 - AB型
一開始以殺手的身份登場，在18回卻被多喜子和女宿揭發是危宿的身份。
雙胞胎哥哥為「泰格」（兩人合起來才是完整的危宿），能力是吸收並釋放他人能力。赫格斯跟特姆丹王約定長大能力覺醒之後會幫助特姆丹王。特姆丹王也承諾登上皇位之後，他便可取得地下迷宮的鑰匙找出哥哥泰格所在。
赫格斯因得不治之症（天罪病），決定讓哥哥成為完整的危宿，保護哥哥而死，與菲露卡互有情意，但因不治之症無法表明自己的感情。
曾因菲露卡戴在手上的星命石戒指暫且減緩病情。
危宿 / 泰格
字 - 「危」字當初只有部首（成為和赫格斯分享形式）在眉心，兩兄弟各分字的一半
年齡 - 26歲、身高 - 140cm
生日 - 1月21日出生（水瓶座）、血型 - AB型
與雙胞胎弟弟赫格斯同為危宿（兩人合起來才是完整的危宿）。
9歲時就被北甲國皇族帶走，在北甲國首都特烏蘭連同四神天地書被幽禁了17年，能以歌聲封印住七星士的力量。
赫格斯為了救他而追殺女宿，後來赫格斯為了保護哥哥而死去，泰格成為完整的危宿而成為26歲的模樣，並交給巫女四神天地書與多喜子一行人成為同伴。
繼承了赫格斯這17年來的記憶，同時感謝多喜子沒有因為被弟弟赫格斯追殺而放棄他。
成為完整的危宿後，能以歌聲迅速恢復士兵的體力。
最後跟霏露卡一起輔佐皇帝，同時和她一起周遊北甲國的土地探詢民意。

### 北甲國
索焰（聲：小野健一）
年齡 - 28歲、身高 - 184cm
生日 - 1月4日出生（摩羯座）、血型 - A型
從小照顧女宿，是他的隨從，也是女宿唯一信任的人，除了隨從外也被女宿視同兄長般的存在，對降生於這個世界的多喜子和其他七星士之間相處融洽同時也很信賴他們，同時亦將女宿的身世告知多喜子和其他的七星士。後來為了令女宿與多喜子重逢而和北甲軍同歸於盡。
特姆丹・琅煇（聲：中井和哉）
年齡 - 33歲、身高 - 178cm
生日 - 11月12日出生（天蠍座）、血型 - O型
女宿的父親，皇帝的哥哥。女宿出生時巫師預言「巫女打開四神天地時，你的兒子將會把你殺死」，因此憎恨著巫女與七星士，事實上是特基爾以賄賂的手段收買巫師使巫師說出假預言，而正確的預言是「當七星士聚于巫女身邊時，王將死去」，經常派兵狙擊女宿、七星士和巫女。因察覺到北甲國在不久的將來將會變成永久的凍土，與俱東國皇子達成了「將北甲國的星命石作為交換，接收北甲國全國國民」。本來是太子，但因患了天罪病被迫把太子之位讓給特基爾，於36回中被特基爾的家臣殺死，臨死前將皇帝之證交給了女宿。
特基爾・琅煇
北甲國皇帝，是特姆丹的弟弟，女宿的叔父。當初以賄賂的手段收買巫師使巫師說出假預言，沒有兒子，因此皇位有後繼無人的危機，於35回中被危宿拋棄，最終被特姆丹王一刀一刀殘忍殺死，由於在位時荒廢國政，成為北甲國最不得民心的先王。
艾菲露卡・琅煇
身高 - 160cm
生日 - 12月18日出生（射手座）、血型 - O型
化名霏兒嘉。北甲國公主，是特基爾的女兒，女宿的堂妹。認為父親想要兒子並不重視她，因此離家出走到星護族，曾救過赫格斯一命，對赫格斯有其好感，在多喜子和女宿被北甲和俱東國追殺時多所幫忙，赫格斯死後曾傷心不已，在多喜子召喚玄武辭世後，與赫格斯的哥哥泰格一同輔佐皇帝，同時一同出遊去北甲國各處探詢民意。
太一君
是住在太極山的仙人，有時會幫助巫女，實際上是天帝，童子的外表則是他面對人類時用的假相（在朱雀·青龍傳的樣貌是老婦和俊美的青年）。

### 俱東國
軍事大國，守護神為青龍。首都春封。對北甲國的礦物資源覬覦已久。
紫義（聲：福山潤）
年齡 - 17歲、身高 - 171cm
生日 - 12月23日出生（摩羯座）、血型 - AB型
為俱東國皇太子玻慧所選的特別士兵，與緋鉛一起行動，負責追殺玄武巫女和七星士，12歲時跟身為叛軍的父親抓進俱東國皇宮，變成宦官。
由於被皇太子所救而效忠於他，在緋鉛阻止他時一劍刺向他。
執著地想擊殺巫女與七星士，卻沒想到俱東國的士兵因多喜子不分敵我的慈愛而失去戰意，又無法接受玻慧棄戰的決定，孤身前往祭台時，被強撐一口氣的緋鉛所殺。
緋鉛（聲：谷山紀章）
年齡 - 18歲、身高 - 173cm
生日 - 7月25日出生（獅子座）、血型 - B型
為俱東國皇太子玻慧所選的特別士兵，與紫義一起行動，負責追殺玄武巫女和七星士，後被女宿斷了右手，被牛宿廢了雙腳後被紫義連同北甲國士兵一並殺死，但實則一息尚存，在紫義要前往阻止多喜子召喚玄武途中，跳出來將紫義刺死，之後雙雙身亡。
玻慧（聲：真殿光昭）
年齡 - 22歲、身高 - 182cm
生日 - 8月3日出生（獅子座）、血型 - O型
俱東國皇太子。心中藏著很多邪惡的想法，其中一個是時常想派兵吞併北甲國，與特姆丹王有協議。
在攻入北甲國後，查覺到因玄武巫女所許之願之故，連本國士兵也失去戰鬥的意願，所以放棄了攻打北甲國。
在故事最終繼承皇位成了俱東國第五代皇帝

### 紅南國
氣候溫暖的國家。守護神為朱雀，前作「夢幻遊戲」的故事舞台之國家。
露迪（聲：山川琴美）
紅南國妓院的妓女，北甲國出生。有一天想家而想要回北甲國，被怨魔附身放火燒妓院。
秀奴
紅南國妓院的老闆娘，牛宿的救命恩人。3年前，被怨魔纏身而病倒。最後被怨魔吞噬，在多喜子和牛宿的幫助下才恢復原狀，但因妓院失火為了救牛宿而犧牲。

### 現實世界
奧田永之助（聲：大川透）
年齡 - 43歲、身高 - 170cm
生日 - 2月9日出生（水瓶座）、血型 - A型
永之助是一位民間傳說的搜集者和作家，多喜子的父親。對於四神天地書的興趣似乎遠大於家庭，因而引起多喜子的不滿。他對多喜子說了重話（比起女孩，他更想要一個兒子），多喜子在憤怒下想撕破四神天地書，卻被吸進書中。永之助一直看著多喜子在書中的行動，因而明白了多喜子的感受。當多喜子在第4集因斗宿的視鏡監而回到現實世界時，永之助向她道歉，並承認他希望翻譯好四神天地書之後，四神其中之一玄武會幫忙把妻子復活。
因為是以讀者的身分看著多喜子的故事，早已察覺北甲國即將陷入冰河期，為了阻止多喜子回去，用盡一切手段想毀掉四神天地書，最後於玄武池目送走多喜子，以自身的血為媒介與多喜子聯繫，為了結受神獸侵蝕且因病衰弱的多喜子之痛苦，自殺身亡。
奥田美江
多喜子的母親。第一集便由於肺結核逝世。
大杉高雄（聲：千葉進歩）
比永之助小10歲以上的男人。是永之助的徒弟兼為數不多的朋友。多喜子初戀的人。在出版社工作，大衫鈴乃的父親。
極少數知道奧田家悲劇真相的人，對道聽塗說的人皆不假辭色，永之助自殺身亡後，根據其遺言封印了四神天地書。
大杉鈴乃
年齡 - 8歲
高雄的愛女。9年後的昭和7年，17歲時被吸入四神天地書裡，成為白虎的巫女。
及川
帝大出身的醫生。原是美江的東京主治醫生的助手，忘不了在那時第一次見面的多喜子，在重逢後與多喜子求婚。
是溫柔且善體諒他人的男性，在知道多喜子有深愛之人，且不顧一切地想去那人身邊時，為多喜子準備當時最新型的藥物給她，並祝福她。

### 遊戲原創角色
小林麻理子
年齡 - 15歲、身高 - 160cm
生日 - 9月30日出生（天秤座）
高中1年級，討厭讀書、只喜歡玩樂。除了綁成對的茶色頭髮以外，個性與堅強的多喜子很相似。
望月匠（聲：野岛裕史）
年齡 - 17歲
生日 - 7月7日出生（巨蟹座）
高中3年級。容貌、頭腦都很完美，是麻理子的青梅竹馬。經常對麻理子使出毒舌攻勢。遊戲的途中被俱東國抓住。
修羅（聲：冈野浩介）
年齡 - 13歲
生日 - 3月21日出生（白羊座）
外表是普通的少年，其實是巫女討伐隊的少年兵。原形並不是人。操縱著兩把會發出紅、青光的特殊短劍。對麻理子存有好感。

## 出版書籍
| 冊數 | 小學館         | 小學館                 | 尖端出版社     | 尖端出版社           |
| 冊數 | 發售日期       | ISBN                   | 發售日期       | EAN                  |
| ---- | -------------- | ---------------------- | -------------- | -------------------- |
| 1    | 2003年10月25日 | ISBN 4-09-138471-4     | 2004年6月11日  | EAN 471-06143-6800-2 |
| 2    | 2004年5月26日  | ISBN 4-09-138472-2     | 2004年8月12日  | EAN 471-06143-7019-7 |
| 3    | 2004年11月26日 | ISBN 4-09-138473-0     | 2005年1月25日  | EAN 471-06143-7378-5 |
| 4    | 2005年5月26日  | ISBN 4-09-138474-9     | 2005年7月21日  | EAN 471-06143-7758-5 |
| 5    | 2005年11月25日 | ISBN 4-09-138475-7     | 2006年4月11日  | EAN 471-77022-6877-0 |
| 6    | 2007年3月26日  | ISBN 978-4-09-130869-6 | 2007年5月23日  | EAN 471-77022-6878-7 |
| 7    | 2007年9月26日  | ISBN 978-4-09-131196-2 | 2008年3月17日  | EAN 471-77022-1589-7 |
| 8    | 2008年3月26日  | ISBN 978-4-09-131557-1 | 2008年8月13日  | EAN 471-77022-6879-4 |
| 9    | 2008年9月26日  | ISBN 978-4-09-131849-7 | 2009年2月4日   | EAN 471-77022-2399-1 |
| 10   | 2011年6月24日  | ISBN 978-4-09-133808-2 | 2012年11月16日 | EAN 471-77022-4327-2 |
| 11   | 2012年6月26日  | ISBN 978-4-09-134476-2 | 2013年3月20日  | EAN 471-77022-5398-1 |
| 12   | 2013年5月17日  | ISBN 978-4-09-135347-4 | 2013年12月20日 | EAN 471-77022-5713-2 |

| 冊數 | 小學館         | 小學館                 |
| 冊數 | 發售日期       | ISBN                   |
| ---- | -------------- | ---------------------- |
| 1    | 2014年9月13日  | ISBN 978-4-09-191506-1 |
| 2    | 2014年9月13日  | ISBN 978-4-09-191507-8 |
| 3    | 2014年10月15日 | ISBN 978-4-09-191217-6 |
| 4    | 2014年10月15日 | ISBN 978-4-09-191218-3 |
| 5    | 2014年11月15日 | ISBN 978-4-09-191219-0 |
| 6    | 2014年11月15日 | ISBN 978-4-09-191270-1 |
| 7    | 2014年12月13日 | ISBN 978-4-09-191508-5 |

### 相關書籍
小說版
幻夢遊戲 玄武開傳 絆～遙遠的風之子～（ふしぎ遊戯 玄武開伝 絆～遥かなる風の子ら～）
著／高殿 円、原作・插畫／渡瀬悠宇（文庫本）
| 冊數 | 小學館        | 小學館                 | 尖端出版社    | 尖端出版社            |
| 冊數 | 發售日期      | ISBN                   | 發售日期      | ISBN                  |
| ---- | ------------- | ---------------------- | ------------- | --------------------- |
| 全   | 2008年5月30日 | ISBN 978-4-09-452017-0 | 2010年1月12日 | ISBN 978-957-104218-3 |

- 2011年6月24日發售、ISBN 978-4-09-134076-4（再版）

官方導讀
幻夢遊戲 玄武開傳 9.5 官方FANBOOK～星之螺旋～（ふしぎ遊戯 玄武開伝 9.5 公式ファンブック～星ノ螺旋～）
| 冊數 | 小學館        | 小學館                 | 尖端出版社    | 尖端出版社           |
| 冊數 | 發售日期      | ISBN                   | 發售日期      | EAN                  |
| ---- | ------------- | ---------------------- | ------------- | -------------------- |
| 全   | 2009年8月26日 | ISBN 978-4-09-132703-1 | 2010年7月31日 | EAN 471-77022-3410-2 |

## 廣播劇CD
- 不思議遊戲 玄武開傳（第一話～第四話）
- 不思議遊戲 玄武開傳 二（第五話～第六話）
- 不思議遊戲 玄武開傳 三（第七話～第八話）
- 不思議遊戲 玄武開傳 四（第九話～第十二話）
- 不思議遊戲 玄武開傳 五（第十三話～第十六話）

## 游戏
不思议游戏 玄武开传 外传 镜之巫女
对应机种：PlayStation 2、PlayStation Portable
制作团队：Idea Factory（OTOMETE）
游戏类型：恋爱冒险游戏
发行日：2005年6月23日

### 主题歌
- OP：『永远之花』（PS2版，歌：米倉千尋）、『Scramble』（PSP版）
- ED：『Cross』（PS2版）、『哈利路亚』（PSP版）

### PS2版与PSP版的不同点
1. 主人公（小林麻理子）的名字是否可以更改
2. 特典CG的追加
3. OP、ED新视频的追加

## 參照
- 夢幻遊戲